# Kinek mondjam el vétkeimet?
A Kinek mondjam el vétkeimet? című dal – Bayer Friderika magyar nyelvű előadásában – képviselte Magyarországot az 1994-es Eurovíziós Dalfesztiválon. Ez volt Magyarország első szereplése a dalversenyen.
A dalt az 1994. február 5-én tartott nemzeti döntőn egy tizenhat tagú zsűri választotta ki.
A dal egy fohász Istenhez, melyben az énekesnő azon tűnődik, hogy kinek mondhatja el bűneit. Az nem derül ki, hogy mik ezek a bűnök, a dal szövegében csupán utalások találhatóak. ("Könnyek nélkül sírok / A meg sem született gyermekemnek.")
A dalt Jenei Szilveszter írta, aki maga is fellépett Dublinban, gitáron kísérte az énekesnőt. Az előadás az egyszerűségre épített. Friderika egy egyszerű fekete ruhát viselt, és végig egy helyben állt.
Az április 30-i döntőben a fellépési sorrendben huszonkettedikként adták elő, a spanyol Alejandro Abad Ella No Es Ella című dala után, és az orosz Jugyif Vecsnyij sztrannyik című dala előtt. A szavazás során 122 pontot szerzett, mely a negyedik helyet érte a huszonöt fős mezőnyben. Ez az eddigi legjobb magyar szereplés.
A szavazás során az első három zsűri mindegyikétől a maximális tizenkettő pontot kapta, ez egyedülálló a dalverseny történetében. Rekordnak számít az is, hogy egy debütáló ország rögtön az első zsűritől tizenkét pontot kapott.
A következő magyar induló Szigeti Csaba Új név a régi ház falán című dala volt az 1995-ös Eurovíziós Dalfesztiválon.

## Kapott pontok
| 12                                            | 12 | 12 |  | 10 | 2 | 5 | 1 | 4 | 4 | 2 |  | 10 | 7 |  |  | 8 | 3 |  | 8 |  |  | 3 | 12 | 7 |
| A tábla a fellépés sorrendjében van rendezve. |    |    |  |    |   |   |   |   |   |   |  |    |   |  |  |   |   |  |   |  |  |   |    |   |

## Feldolgozások
Keresztes Ildikó feldolgozta a dalt, amely a 2010. március 29-én megjelent, Csak játszom című albumán hallható. Érdekesség, hogy az eredeti verzióban is, és a Keresztes Ildikó-féle feldolgozásban is Jenei Szilveszter gitározik, aki a dal szerzője. Emellett a 2008-as Megasztár című tehetségkutató műsorban Pataki Szilvia, majd a 2011-es második X-Faktorban Kocsis Tibor adta elő a dalt. 2012-ben az M1-en az Eurovíziós Dalfesztivál magyarországi előválogatójának első elődöntőjében Friderika a szerzővel együtt vendégfellépőként előadta a dalt. 2014-ben a TV2 Rising Star című tehetségkutató műsor második meghallgatásán Abbe Lewis ezzel a dallal első helyen továbbjutott a verseny következő fordulójába. 2017-ben az HBO Terápia című sorozatának harmadik, befejező évadához tartozó filmelőzetes zenéjeként Zorán feldolgozásában szólal meg a dal. 2014-ben – a dal megszületésének huszadik évfordulójára való tisztelettel Jenei Szilveszter elkészítette a dal tribute albumát, melyen tíz feldolgozás hallható. Többek közt Garda Zsuzsa Benkő Péterrel, Petruska, Gerendás Péter, Pleszkán Écska, Keresztes Ildikó, az Acapellers, a Sedóz, a Cotton Club Singers énekel Friderikával és Jenei Szilveszterrel együtt. 2022-ben Bodrogi Enikő az X-Faktor harmadik élő adásában adta elő a dalt. 2023-ban Janicsák Veca a Csináljuk a fesztivált! kilencedik évadában vett részt ezzel a dallal. 2024-ben Gubik Petra a Sztárban sztár tizedik évadában lépett fel Friderikaként és énekelte el a dalt.

## Külső hivatkozások
- Dalszöveg
- YouTube videó: A Kinek mondjam el vétkeimet? című dal előadása a dublini döntőben